# 石井昭
石井 昭（いしい あきら、1933年 - ）は、日本の影絵作家。
カナダ、ブリティッシュコロンビア州バンクーバー市出身。早稲田大学法学部を経て宇部興産（現・UBE）入社。その後テレビ山口へ異動となり、影絵作家としてのキャリアをスタートさせる。アメリカ、ドイツのマルチイメージコンクールでブロンズ賞を受賞し、1981年に日本マルチイメージ協会初代理事長に就任。テレビ山口では取締役を経て顧問を務めた。
金子みすずや中原中也、種田山頭火などの山口県に関する絵本の作画を多く担当する。

## 作品
- （原作：中村徹哉）『珈琲タイムの考古学』　新日本教育図書、1996年
- （原作：古川薫）『シベリアの豆の木』　新日本教育図書、1996年
- （原作：金子みすず）『空のかあさま』　新日本教育図書、1997年
- 『僕の東京が燃えた』　新日本教育図書、1997年
- （原作：古川薫）『光をめざして走れ』　新日本教育図書、1997年
- （原作：中原中也）『汚れっちまった悲しみに』　新日本教育図書、1998年
- （原作：種田山頭火）『うしろすがたのしぐれてゆくか』　新日本教育図書、1999年

## 受賞歴
- 『杉の木と野菊』　マルチイメージ協会（アメリカ）コンテストブロンズ賞
- 『A Letter From home』　フォトキナ(ドイツ）マルチイメージコンテスト3位